# Mbhashe
Mbhashe – gmina w Republice Południowej Afryki, w Prowincji Przylądkowej Wschodniej, w dystrykcie Amatole. Siedzibą administracyjną gminy jest Dutywa.